# NdNO
NdNO (pronunciado "ene de no") fue un grupo musical zaragozano de rap metal.

## Historia
El grupo apareció en 1995, haciendo sus primeros trabajos en un local pequeño. Tras casi dos años ensayando en el local, sin tener siquiera un nombre, NdNO nace como grupo en 1997. Con las ideas claras, tanto en el ámbito musical (fusionar cualquier estilo siempre desde una base de rap-metal), como en las letras, comienzan a tocar en directo y graban su primera maqueta, llamada Alerta Roja.
Esta primera grabación, acompañada de numerosos directos que realizaron en el circuito local, les permite entrar en el concurso "Sonda 98", donde reciben el "Premio Joven" al grupo con mayor proyección.
Este premio, les sirve como trampolín para seguir tocando en directo y para grabar Se mueve, diez temas mezclados en Estados Unidos, que les abre las puertas a ser contratados por Zero Records y a realizar una gira muy ambiciosa: más de 20 conciertos durante 2 meses por EE. UU., México y Puerto Rico.
A comienzos de 2002, sin darse un respiro deciden grabar su segundo LP, Adam 6. Producido por el propio grupo, grabado y mezclado en los estudios RPM de Valencia por Roger García y masterizado por Pablo Iglesias (Kannon, Hora Zulú, Liquid Sun...) en los estudios Mix-Plus de Vigo. Se considera que Adam 6 es el reflejo de lo que siempre fue el grupo: fusión de estilos y claridad en el mensaje. Tras la marcha de uno de los cantantes, Manolo, en 2005 aparece a la venta Quatro.
En 2007 anunciaron su retirada en su página web oficial, en la que se podía leer el siguiente mensaje:

Desde NdNO queremos comunicaros que hemos decidido de común acuerdo poner fin a esta aventura que ha durado casi 10 años. Como es lógico, queremos dar las gracias a todas las personas que hemos tenido la suerte de conocer durante este tiempo y, en especial, a aquellos que nos han acompañado desde los inicios. Un saludo a todos y gracias. NdNO
Comunicado oficial de NdNO

En 2011, el rapero Sho Hai sacó su primer disco en solitario, llamado Doble Vida. En este trabajo colaboraron algunos miembros de NdNO en algunas pistas: Miguel tocó la batería en "Gracias y Desgracias de una Farola", Hammer tocó el bajo en "Nada y Todo", y Fran, Hammer y Miguel tocaron sus respectivos instrumentos en "Infierno con Guitarras".

## Última formación
- Francisco de la Sierra (guitarrista)
- Miguel Ángel Mercadal (batería)
- Raúl Gracia "Hammer" (bajo)
- Joaquín Wander Baquedano (voz)

## Otros miembros
- Víctor Manuel Pérez "Manolo" (Voz)

Fue uno de los fundadores de la banda, sobre el año 1995, y vocalista de la grabación de la primera maqueta, Alerta Roja, antes de la incorporación de J. Wander. Los dos siguientes discos, Se mueve y Adam 6 esta vez con Wander mano a mano a las voces. Por motivos familiares tuvo que abandonar el proyecto en 2003.
- Paco Sabio

Batería y uno de los fundadores de NdNO, batería de la grabación de la maqueta Alerta Roja y de la creación de los temas de Se mueve. 
- Gerard Latre

Fue uno de los guitarras, junto a Fran de la Sierra, de la grabación de Alerta Roja, la primera maqueta de NdNO.
R de Rumba fue un colaborador asiduo y casi era considerado un miembro oficial del grupo. El grupo, también contó con las colaboraciones de algunos MCs de Violadores del Verso, como Kase O y Sho Hai. No obstante, Juan Tamarit, DJ de los desaparecidos Tribal Cirkus hizo las veces de Rumba en multitud de directos.

## Discografía
- Alerta Roja (maqueta) (1997)
- Se mueve (2000)
- Adam6 (2003)
- Quatro (2005)